# Sant'Anna (Castel Goffredo)
Sant'Anna (Sant'Àna in dialetto alto mantovano) è una frazione del comune di Castel Goffredo, in provincia di Mantova, distante 4 km dal capoluogo e ad est da esso.

## Origini del nome
Sant'Anna deriva dall'ebraico Hannah, grazia benefica.

## Monumenti e luoghi di interesse
Nel centro del borgo è situato l'Oratorio di Sant'Anna costruito nel 1727 al cui interno era collocata un'importante tela del pittore mantovano Giuseppe Bazzani, Educazione della Vergine, del 1750 circa, ora collocata nel museo MAST Castel Goffredo.

## Società

### Tradizioni e folclore
Nella frazione si rinnova annualmente, il giorno dell'Epifania, la tradizionale accensione del falò (burièl in dialetto), in cima al quale è situata "la vecchia" (vècia). L'ultima domeniva di luglio è dedicata all'antica "Fiera di Sant'Anna": quattro giorni di festa e di riti religiosi.